# Simplicia inflexalis
Simplicia inflexalis är en fjärilsart som beskrevs av Achille Guenée 1854. Simplicia inflexalis ingår i släktet Simplicia och familjen nattflyn. Inga underarter finns listade i Catalogue of Life.